# Pelle Almqvist

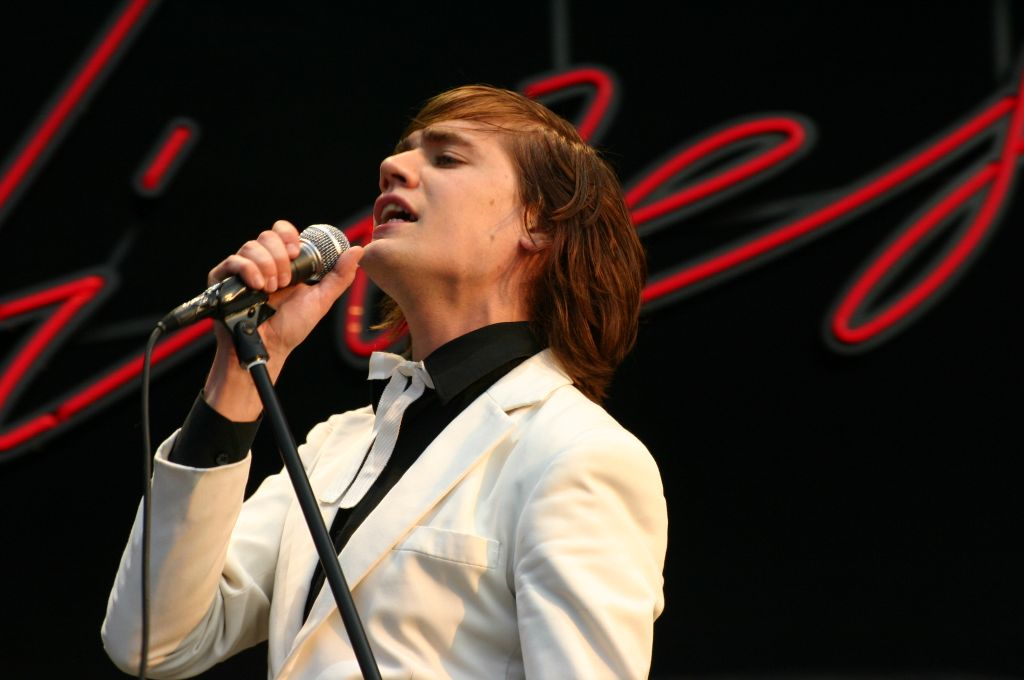
Pelle bij Southside Festival 2004

Pelle Almqvist, pseudoniem "Howlin" Pelle (Fagersta, 29 mei 1979) is een Zweedse zanger. Hij is het gezicht van de band The Hives. Zijn broer Nicholaus Arson speelt ook in de band als gitarist en zanger.

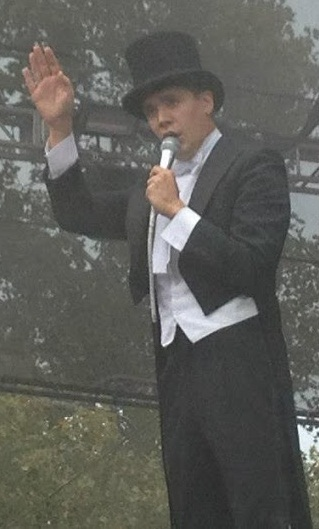
Pelle in Philadelphia, 2012

## Zijn persoon
Pelle is berucht om zijn excentrieke uitlatingen tijdens live optredens. Op een festival, vlak na de wedstrijd Duitsland-Zweden van het WK 2006, riep hij dat de Duitsers misschien wel beter waren in voetbal, maar dat zij als Zweden de Duitsers wel even zouden verwoesten met muziek maken. Tijdens een ander optreden, in Sydney riep Almqvist: "Slechte muziek is de duivel en ik ben jullie priester die hem uit zal drijven, om jullie te helpen! Hoe vinden jullie dat, Sydney?"

## Populair
Hoewel zijn uitspraken berucht zijn onder festivalgangers, is men over het algemeen goed te spreken over de live optredens van The Hives in het algemeen en Almqvist in het bijzonder.
- International Standard Name Identifier: 0000 0003 5629 8419
- MusicBrainz: 54e89f08-4c11-458e-b09e-922da407c5cf
- LIBRIS: 347203
- Virtual International Authority File: 183447295